# Emilio Jacinto

Emilio Jacinto

Emilio Jacinto (* 15. Dezember 1875; † 16. April 1899) war ein philippinischer Revolutionär und bekannt als Brain of the Katipunan (Gehirn des Katipunan), einer geheimen Organisation, die sich für Unabhängigkeit der Philippinen von der spanischen Kolonialmacht einsetzte. Er gehörte zu den bedeutendsten Persönlichkeiten der philippinischen Geschichte.

## Früher Lebensabschnitt
Geboren wurde Emilio Jacinto in Trozo, einem Vorort von Manila. Er war der Sohn von Mariano Jacinto und Josefa Dizon. Sein Vater, ein Buchhalter, starb kurz nach Emilios Geburt.
Aufgrund der daraus resultierenden Armut der Familie, trug der junge Emilio nur abgetragene Kleider, was ihm den Spott der anderen Kinder einbrachte. Um sein Studium zu finanzieren, musste seine Mutter als Hebamme hart arbeiten. Als ihre Bemühungen jedoch nicht mehr ausreichten, zog Emilio zu seinem Onkel Don Jose Dizon, der ihm die finanzielle Unterstützung geben konnte, um sich in das Colegio de San Juan de Letran einzuschreiben. Hier machte er seinen Bachelor of Arts (Kunstdiplom). Jacinto sprach sowohl fließend Spanisch, als auch Tagalog. Später wechselte er an die Universität des Santo Tomas, um dort Rechtswissenschaften zu studieren.
Im Jahre 1894 gab Emilio jedoch sein Studium auf und schloss sich, im Alter von 19 Jahren, dem Katipunan an, einer geheimen Organisation, die eine Revolution gegen die spanische Kolonialmacht anstrebte. Seine Entscheidung, die er gegen den Willen seiner Mutter und seines Onkels getroffen hatte, wurde maßgebend beeinflusst durch einige schlechte Erfahrungen mit spanischen Kommilitonen, durch das Studium verschiedener Lektüre über die Ungerechtigkeiten unter der spanischen Kolonialherrschaft, sowie das Leid der philippinischen Bevölkerung unter dem spanischen Protektorat.

## Katipunan
Nachdem er der Organisation beigetreten war, bemerkte Andrés Bonifacio, der Führer des Katipunan, schnell die Talente Jacintos; seine Intelligenz, die der Gemeinschaft von großem Nutzen sein sollte und er war von der Patriotismus beeindruckte, den er versprühte. Aus diesem Grunde übertrug er ihm verschiedene Aufgaben, als Berater, Sekretär und Verfasser wichtiger Schriften. Für Bonifacio und die Katipuneros war Jacinto die „Seele der Gemeinschaft“. Er lieferte dem Katipunan die Richtlinien, die Ideen und die Inspiration, während Bonifacio den Patriotismus und den Mut zu einem bewaffneten Konflikt und zum Kampf für die Freiheit aufbrachte. Eine Inschrift Jacintos aus dieser Zeit ist in der Pamitinan-Höhle erhalten geblieben.
Bei den internen Wahlen des Katipunan am 31. Dezember 1895 wurde Jacinto zum einen die Finanzverantwortung übertragen, zum anderen wurde er, obwohl lediglich ein ehemaliger Jurastudent, zum zweiten Mann der Obersten Gerichtsbarkeit der Organisation gewählt. Sein Enthusiasmus, seine Ideale und seine Tatkraft leiteten den Kurs des revolutionären Kollektivs. Er schrieb die Kartilya ng Katipunan (Lehre oder Grundregeln des Katipunan) und er setzte den Eid auf, der von den Mitgliedern geschworen wurde und welcher die Grundprinzipien der Katipuneros darstellten. Diese Aktionen brachten ihm den Titel Gehirn des Katipunan ein.
Jacinto verfasste zudem die Zeitung der Organisation, genannt Kalayaan, was übersetzt soviel heißt, wie Freiheit. Diese Zeitung, die das einfache Volk über die Ziele und die Aktivitäten der Organisation informierte und im Januar 1896 zum ersten Mal erschien, brachte er unter dem Pseudonym Dimas-Ilaw heraus, wobei er ebenso seinen Decknamen Pingkian verwendete, den er innerhalb des Katipunan besaß. Kopien der Kalayaan erreichten die Provinzen und übertrugen das patriotische Feuer auf die Massen, woraufhin aus verschiedensten Gebieten Tausende dem Katipunan beitraten. Jacinto und Bonifacio mussten nun Prozeduren entwickeln, um die zahlreichen Beitrittsrituale unbemerkt von der spanischen Obrigkeit abzuwickeln. Aus diesem Grund führte man diese Zeremonien vermehrt bei Fiestas und Geburtstagspartys durch.

## Philippinische Revolution
Bonifacio liebte Jacinto wie seinen Bruder und als im August 1886 erste Kämpfe aufkamen, war er sehr um Jacintos Sicherheit besorgt. Zu Beginn der Revolution sollte er die Herstellung des Schießpulvers überwachen. Doch danach kämpfte er aktiv unter Bonifacios Führung gegen die Spanier. Später trennten sich die beiden dennoch und Jacinto zog mit seinen Einheiten nach Laguna, um die Revolution in diese Provinz zu tragen, während Bonifacio in den Außenbezirken von Manila verblieb.
Im Februar 1897 kämpfte Jacinto gegen spanische cazadores (Schützeneinheit) in Magdalena, Laguna. Bei diesen Gefechten wurde er am Oberschenkel verwundet, festgenommen und als Gefangener zur Kirche von Santa Cruz gebracht, wo ein spanischer Chirurg seine Wunde versorgte.
Als er von der spanischen Autorität überprüft wurde, holte er einen Pass aus seiner Tasche, der ihn als einen Mann namens Florentino Reyes identifizierte. Dieser Pass gehörte einem Spion, den Jacintos Männer einige Wochen zuvor gefasst hatten. Die Spanier glaubten somit, Jacinto wäre ein Spitzel in ihren Diensten und ließen ihn ziehen, woraufhin er sich unverzüglich nach Manila begab und dort untertauchte.
Nach dem Tod Bonifacios führte Jacinto den Kampf gegen die spanische Kolonialmacht weiter, schloss sich aber nicht den Streitkräften von General Emilio Aguinaldo an.
Nach einiger Zeit ging er nach Laguna zurück, da die Kämpfer in dieser Provinz seine Führung benötigten. Er richtete sein geheimes Hauptquartier in den Hügeln von Majayjay ein. Hier infizierte er sich mit Malaria und starb an dieser Krankheit am 16. April 1899 im Alter von 24 Jahren. Seine sterblichen Überreste wurden später zum Manila North Cemetery (Nordfriedhof) überführt.

## Werke
Jacinto war neben seiner Tätigkeit im Dienste des Katipunan auch ein Poet. Sein größtes Werk, A La Patria (Für das Vaterland), dass er in Santa Cruz in Laguna unter seinem Pseudonym Dimas-Ilaw schrieb, wurde durch Rizals Abschiedswerk Mi Ultimo Adios (Mein letztes Lebwohl) inspiriert.
Jacinto verfasste zudem eine Sammlung an politischen und sozialen Aufsätzen unter dem Titel Liwanag at Dilim (Licht und Dunkelheit). Diese Essays beinhalteten folgende Werke:
- Ang Ningning at Liwanag (Funkeln und Licht),
- Ang Kalayaan (Freiheit),
- Ang tawo'y magkakapantay (Alle Menschen sind gleich),
- Ang Pag-ibig (Liebe),
- Ang Bayan at ang mga Gobiernong Pinuno (Die Menschen und die Regierungen),
- Ang Maling Pagsasampalataya (Der falsche Glaube) und
- Ang Gumawa (Arbeit).

## Referenzen
- National Heroes: Emilio Jacinto. Ausgabe vom 1. September 2006.
- Biographie in .filipinoheritage

## Weitere Quellen
- Zaide, Gregorio F.: Philippine History and Government. National Bookstore Printing Press, 1984 (englisch).

| Personendaten    | Personendaten                                         |
| ---------------- | ----------------------------------------------------- |
| NAME             | Jacinto, Emilio                                       |
| KURZBESCHREIBUNG | philippinischer Revolutionär und Gehirn des Katipunan |
| GEBURTSDATUM     | 15. Dezember 1875                                     |
| GEBURTSORT       | Trozo, Manila                                         |
| STERBEDATUM      | 16. April 1899                                        |
| STERBEORT        | Majayjay, Provinz Laguna                              |